# Jean Fabre (géologue)
Pour les articles homonymes, voir Jean Fabre et Fabre.
Jean Fabre, né le 30 mai 1925 à Lille, mort le 13 mars 2020 à Bourgoin-Jallieu, est un géologue français ancien professeur de géologie à Alger, sous-directeur du Centre national de recherche sur les zones arides à Béni-Abbés durant 15 ans.

## Biographie
Jean Fabre naît à Lille en 1925, d'une famille languedocienne, d'un père pasteur.
Affecté au STO dans les mines du Nord-Pas-de-Calais lors de ses études, il obtient une licence en sciences à l'Université de Lille et entame une carrière d'ingénieur géologue au Bureau de recherches géologiques et géophysiques de 1947 à 1958.
Il soutient une thèse d'État à Paris en 1958, dirigée par Pierre Pruvost de la Société géologique de France.
En 1959, il entre au CNRS et est détaché à la Faculté des sciences d'Alger. Il assurera entre 1959 et 1974 les fonctions de sous-directeur du Centre national de recherches sahariennes, devenu depuis le Centre national de recherche sur les zones arides. Il est en outre dès 1964 chargé de cours en géologie historique et géologie appliquée à la Faculté des sciences.
Revenu en France, il exerce au Centre géologique et géophysique de Montpellier (1972-1982), puis à l'Université de Grenoble jusqu'à sa retraite.
Il organise encore plusieurs expéditions de prospection et d'exploration géologique de 1991 à 1993 avec l'ONRM de Boumerdes, dans la dorsale Reguibat et l'Erg Chech.
Il participe en 1993 à la dernière méharée de Théodore Monod au Sahara dans le Majâbat al-Koubrâ.
Un jubilé pour ce géologue du 19 au 21 avril 2009 a Béni Abbès.

## Publications
Ouvrages et rapports
- Rapport sur la galerie E.d.F. le Ponturin : la Sachette : les Boisses, Bureau de recherches géologiques et minières, 1954. rapport A702-A826-A1041, non publié
- Contribution à l'étude de la zone houillère en Maurienne et en Tarentaise (Alpes de Savoie), Paris, coll. « Mémoires du Bureau de recherches géologiques et minières » (no 2), 1961, 315 p. (OCLC 488705238).
- Introduction à la géologie du Sahara algérien, Alger, SNED, 1976, 421 p. (OCLC 431271814, lire en ligne [PDF]).
- Introduction à la géologie du Sahara algérien et des régions voisines : La couverture phanérozoïque, Alger, SNED, 1976, 422 p. (ISBN 84-499-2264-X, OCLC 423944004).

Ouvrage en collaboration
- Avec Jean-Michel Bertrand, Afrique de l’Ouest : introduction géologique et termes stratigraphiques, Oxford, Pergamon Press, coll. « Lexique stratigraphique international » (no 1), 1983, 2e éd., 396 p. (ISBN 978-0-08-030277-5, OCLC 255628696).

Direction d'ouvrage
- avec Lhacène Bitam (dir.), Géodynamique du craton ouest africain central et oriental : héritage et évolution post-panafricains, Boumerdès, Éditions du Service géologique de l'Algérie, coll. « Mémoires du Service géologique de l'Algérie » (no 8), 1996, 311 p..J. Fabre y rédige, en collaboration, plusieurs articles :
  - Age éburnéen du complexe annulaire alcalin du Djebel Drissa (Est de la Dorsale Reguibat, Algérie), avec M. Kahoui, A. Drareni, J.J. Peucat et M. Kaddour, p. 15-22
  - Le magmatisme gabbroïque précoce des Eglab orientaux du Bouclier Réguibat: géochimie et comportement des éléments du groupe du platine (PGE), avec M. Piboule, J. Amosse, M. Kahoui, L. Boukhalfa, p. 23-34
  - Datations K-Ar d'événements varisques dans le Cambrien de l'Ougarta (Sahara occidental algérien), avec M.G. Bonhomme et M. Kaddour, p. 117-125
  - Nouvelles datations par traces de fission de la structure circulaire des Richat (Mauritanie), avec G. Poupeau, E. Labrin, A. Azdimoussa, A.-M. Netto et T. Monod, p. 231-236
  - Les diamants du Bled el Mass (Touat) : contexte géologique, avec B. Touahri, M. Pinoule et M. Kaddour, p. 259-272
  - Mise en évidence par l'imagerie spatiale des réseaux de drainage dans le Tanezrouft (Sahara occidental). Implications sur les déformations intracratoniques récentes, avec J. Chorowitz, p. 273-293

Chapitres
- (en) Avec R. Caby, « Late Proterozoic to Early Paleozoic diamictites, tillites and associated glacigenic sediments in the Série Pourprée of western Hoggar, Algeria », dans M.J. Hambrey et W.B. Harland (dir.), Earth pre-Pleistocene glacial record, Cambridge, Cambridge Univ. Press, coll. « Cambridge earth science series », 1981, xv-1004 (OCLC 1049742575), p. 140-145.
- (en) Avec R. Caby, « Tillites in the latest Precambrian strata of the Touareg Shield (Central Sahara) », dans Ibid., p. 146-149.
- (en) Avec J. Schade, T. Baudin, J. Desmons, D. Mercier et M.-D. Peruccio-Parison, « Relics of pre-Mesozoic events in the Briançon zone (Northern French Alps) », dans H.W. Flügel, F.P. Sassi et P. Grecula (dir.), Pre-Variscan and Variscan events in the Alpine- Mediterranean mountain belts, Bratislava, Alfa, 1987, 487 p. (OCLC 441109515), p. 183-208.

Articles
- « Sur la tectonique de la zone houillère briançonnaise en Maurienne », Comptes Rendus de l'Académie des Sciences, no 237,‎ 1953, p. 344-345 (lire en ligne).
- « Sur quelques roches éruptives du terrain houiller de la zone briançonnaise », Comptes Rendus de l'Académie des Sciences, no 236,‎ 1953, p. 2416-2418 (lire en ligne).
- « Volcanisme dans le Permocarbonifère de la zone briançonnaise », Comptes Rendus de l'Académie des Sciences, no 241,‎ 1955, p. 1795-1798 (lire en ligne).
- « Phtanites à algues d'eau douce dans le terrain houiller des Alpes », Comptes Rendus de l'Académie des Sciences, no 243,‎ 1956, p. 1897-1899 (lire en ligne).
- « Les formations continentales post-viséennes de Taoudeni (Sahara occidental) », Comptes Rendus de l'Académie des Sciences, no 253,‎ 1961, p. 293-295 (lire en ligne).
- « Présentation d'une maquette tectonique du Nord Sahara », Compte rendu sommaire des séances de la Société géologique de France,‎ 1968, p. 254-256.
- (en) « Pan-African volcano-sedimentary formations in the Adra des Iforas (Mali) », Precambrian Research, no 19,‎ 1982, p. 201-214.
- « Les séries paléozoïques d'Afrique: une approche », Journal of African Earth Sciences, vol. 7, no 1,‎ 1988, p. 1-40 (DOI 10.1016/0899-5362(88)90051-6).
- « Événements tectoniques et sédimentaires pré-alpins dans la zone briançonnaise (zone houillère) des Alpes occidentales (commentaires de la Stratigraphic Correlation Form) », Rendiconti della Società Geologica Italiana, vol. 12, no 2,‎ 1989, p. 241-246.

Articles co-écrits
- Avec R. Feys et C. Greber, « L'importance de l'orogénèse hercynienne dans les Alpes occidentales », Bulletin de la Société géologique de France, vol. S6-V, nos 1-3,‎ 1955, p. 233-242 (DOI 10.2113/gssgfbull.S6-V.1-3.233).
- Avec J.-R. Villemur, « Le Carbonifère continental du Bassin de Taoudenni (Sahara occidental) », Annales de la Société géologique du Nord, no 89,‎ 1959, p. 113.
- Avec A. Bonnet et R. Feys, « Le Carbonifère post-tassilien du bassin de Reggan (Sahara occidental) », Bulletin de la Société géologique de France, vol. S7-II, no 5,‎ 1960, p. 534-539 (DOI 10.2113/gssgfbull.S7-II.5.534).
- Avec N. Chavaillon, « L'Atérien d'El Guettara (région de Taoudeni, Sahara occidental) », Bulletin de la Société préhistorique de France, t. 57, nos 5-6,‎ 1960, p. 346-354 doi=10.3406/bspf.1960.3543 (lire en ligne).
- Avec J.M. Freulon, « Le Pharusien à Stromatolites du Nord-Ouest de l'Ahaggar », Comptes Rendus de l'Académie des Sciences, no 254,‎ 1962, p. 4487-4489 (lire en ligne).
- Avec J.M. Freulon et H. Moussu, « Présence d'une tillite dans la partie inférieure de la « Série Pourprée » de l'Ahnet (Nord-Ouest de l'Ahaggar, Sahara central) », Comptes Rendus de l'Académie des Sciences, no 255,‎ 1962, p. 1965-1967 (lire en ligne).
- Avec N. Chavaillon, « L'Atérien et le Néolithique au Nord-Est du Mreyyé (Sahara occidental) », Bulletin de la Société préhistorique française, t. 65, no 1,‎ 1968, p. 399-420 (DOI 10.3406/bspf.1968.4159, lire en ligne).
- Avec J.Boissonnas, S. Borsi, G. Ferrara, J. Fabries et M. Gravelle, « On Early Cambrian age of two late orogenic granites from West-Central Ahaggar (Algerian Sahara) », Canadian Journal of Earth Sciences, vol. 6, no 1,‎ 1969, p. 25-37 (DOI 10.1139/e69-003).
- Avec N. Kazi-Tani et M. Megartsi, « Le "rond" de l'Ouarkziz (Sahara nord-occidental): un astroblème ? », Comptes Rendus de l'Académie des Sciences - Série D, no 270,‎ 1970, p. 1212-1215.
- Avec A. Moussine-Pouchkine, « Régressions et transgressions permo-carbonifères sur le Nord-Ouest de la plate-forme africaine : épirogenèse ou variation eustatique ? », Bulletin de la Société géologique de France, vol. S7-XIII, nos 1-2,‎ 1971, p. 140-145 (DOI 10.2113/gssgfbull.S7-XIII.1-2.140).
- Avec E. Ball, S. Guellal, F. Mégard et A. Moussine-Pouchkine, « Sur la présence de cisaillements plats d'âge hercynien dans le Carbonifère de Béchar (Algérie). », Comptes Rendus de l'Académie des Sciences - Série D, no 280,‎ 1975, p. 2721-2724.
- Avec A. Moussine-Pouchkine, « Un héritage panafricain dans le Gondwana ? », Annales de la Société géologique du Nord, no 97,‎ 1977, p. 273-278.
- Avec J.Bertrand-Sarfati et A. Moussine-Pouchkine, « Géodynamique des aires sédimentaires cratoniques : quelques exemples sahariens », Bulletin des centres de recherche exploration-production Elf-Aquitaine, vol. 1, no 1,‎ 1977, p. 217-231.
- (en) Avec R. Black, H. Ba, E. Ball, J.M. Bertrand, A.M. Boullier, R. Caby, I. Davison, M. Leblanc et L.I. Wright, « Outline of the Pan-African geology of Adrar des Iforas (Republic of Mali) », Geologische Rundschau, vol. 68, no 2,‎ 1979, p. 543-564 (DOI 10.1007/BF01820806).
- (en) Avec R. Black, R. Caby, A. Moussine-Pouchkine, R. Bayer, J.M. Bertrand, A.M. Boullier et A. Lesquer, « Evidence for late Precambrian plate tectonics in West Africa », Nature, no 278,‎ 1979, p. 223-227 (DOI 10.1038/278223a0).
- (en) Avec J.P. Liégeois, H. Bertrand, R. Black et R. Caby, « Permian alkaline undersaturated and carbonatite province, and rifting along the West African craton », Nature, no 305,‎ 1983, p. 42-43 (DOI 10.1038/305042a0).
- Avec H. Ba, R. Black, B. Benziane, D. Diombana, J. Hascoet-Fender, B. Bonin et J.-P. Liégeois, « La province des complexes annulaires alcalins sursaturés de l'adrar des Iforas, Mali », Journal of African Earth Sciences, vol. 3, nos 1-2,‎ 1985, p. 123-142 (DOI 10.1016/0899-5362(85)90031-4).
- Avec J.Schade et C. Gréber, « Nouvelles récoltes de plantes dans la zone houillère (Alpes françaises) au col de la Ponsonnière (Valloire) et au Mont du Vallon (Méribel) », Géologie Alpine, t. 61,‎ 1985, p. 165-172 (lire en ligne [PDF]).
- (en) Avec A.M. Boullier, J.P. Liégeois, R. Black, M. Sauvage et J.M. Bertrand, « Late Pan-African tectonics marking the transition from subduction-related calc-alkaline magmatism to within-plate alkaline granitoids (Adrar des Iforas, Mali) », Tectonophysics, vol. 132, nos 1-3,‎ 1986, p. 233-246 (DOI 10.1016/0040-1951(86)90034-X).
- Avec J.Desmons, « Contribution à la connaissance pétrographique du Mont Pourri (Savoie, France); conséquences structurales », Géologie Alpine, t. 64,‎ 1988, p. 13-26 (lire en ligne [PDF]).
- Avec P. Carbonel, J. Riser et I. Oxnevad, « Déformations récentes au cœur du craton ouest africain (Taoudenni, Mali) », Comptes Rendus de l'Académie des Sciences, vol. 308, no 17,‎ 1989, p. 1561-1566.
- (en) Avec N. Petit-Maire, D. Commelin et M. Fontugne, « First evidence for Holocene rainfall in the Tanezrouft hyperdesert and its margins. Palaeogeography, Palaeoclimatology », Palaeoecology, vol. 79, nos 3-4,‎ 1990, p. 333-338 (DOI 10.1016/0031-0182(90)90026-4).
- Avec F. Guillot et J.P. Liégeois, « Des granophyres du Cambrien terminal dans le Mont Pourri (Vanoise, zone briançonnaise) : première datation U-Pb sur zircon d'un socle des zones internes des Alpes françaises », Comptes Rendus de l'Académie des Sciences, no 313,‎ 1991, p. 239-244.
- (en) Avec M. Mainguet, « Continental sedimentation and palaeoclimates in Africa during the Gondwanian Era (Cambrian to Lower Cretaceous): the importance of wind action », Journal of African Earth Sciences, vol. 12, nos 1-2,‎ 1991, p. 107-115 (DOI 10.1016/0899-5362(91)90061-3).
- Avec A.M. Netto, G. Poupeau et M. Champenois, « Datation par traces de fission de la structure circulaire des Richat (Mauritanie) », Comptes Rendus de l'Académie des Sciences, no 314,‎ 1992, p. 1179-1186.
- (en) Avec N. Vatin-Pérignon, R.A. Oliver, M. Piboule et F. Guillot, « Permian magmatism in the Briançonnais domain (Western Alps) : new geochemical data and geodynamic implications », Géologie Alpine, Série spéciale "Colloques et excursions", no 1,‎ 1992, p. 100-101.
- Avec N. Petit-Maire et J.L. Reyss, « Un paléolac du dernier interglaciaire dans une zone hyperaride du Sahara Malien (23°N) », Comptes Rendus de l'Académie des Sciences, vol. 319, no 7,‎ 1994, p. 805-809.
- Avec Jean-François Pasty, Luc Marescot, Théodore Monod et Thierry Tillet, « Une "cache" de pièces lithiques néolithiques de la région d'El Mrayer (Mauritanie) », L'Anthropologie, t. 100, nos 2/3,‎ 1996, p. 473-484.
- (en) Avec Jean Chorowitz, « Organization of drainage networks from space imagery in the Tanezrouft plateau (Western Sahara) : implications for recent intracratonic deformations », Geomorphology, vol. 21, no 2,‎ 1997, p. 139-151 (DOI 10.1016/S0169-555X(97)00041-X).

Colloques
- Avec R. Feys, « Phénomènes de plasticité et migrations dans les charbons alpins », dans Compte rendu du 19e Congrès géologique international, 1953, p. 149-162.
- Avec R. Feys, « Les séries bariolées du massif de Rochachille. Leurs rapports avec le Verrucano de Briançon et les "Permiens" de Maurienne et de Tarentaise », dans Atti del Symposium sul Verrucano, Pisa, settembre 1965, 1966, p. 143-169.

Cartes géologiques
- « Quelques observations dans le Permo-Carbonifère de la vallée de l'Arc (zone briançonnaise) (feuilles de Modane et Névache au 50 000e) », Bulletin du Service de la Carte géologique de la France, no 52,‎ 1954, p. 237-240.
- Avec J.Debelmas, J. Schade, G. Détraz, É. Jaillard, H. Accarie, B. Goffé, G. Lister, G. Ménard, H. Dondey, Landès, B., S. Fudral et A. Pachoud, « Feuille Modane », Carte géologique de la France à 1/50 000, Bureau de Recherches Géologiques et Minières, Orléans, no 775,‎ 1988 (lire en ligne).Notice explicative, p. 1-53
- Avec J.Debelmas, P. Antoine, R. Barbier, J.-C. Barféty, B. Broudoux, H. Dondey, S. Fudral, F. Guillot, É. Jaillard, C.Y. Lu, O. Mériaux, M.-D. Peruccio-Parison, J.-F. Raoult et J. Schade, « Feuille Moûtiers », Carte géologique de la France à 1/50 000, Bureau de Recherches Géologiques et Minières (Orléans), no 751,‎ 1989, p. 1-53 (lire en ligne).
- Avec J.Debelmas, R. Caby, P. Antoine, G. Elter, P. Elter, M. Govi, T. Baudin, R. Marion, É. Jaillard, D. Mercier et F. Guillot, « Feuille Sainte-Foy-Tarentaise », Carte géologique de la France à 1/50 000, Bureau de Recherches Géologiques et Minières (Orléans), no 728,‎ 1991, p. 1-43 (lire en ligne).Notice explicative, p. 1-43
- Avec P. Antoine, J.C. Barféty, G. Vivier, Y. Gros, S. Fudral et P. Landry, « Feuille Bourg-Saint-Maurice, 2ème édition », Bulletin du Bureau de recherches géologiques et minières, no 727,‎ 1993, p. 1-110 (lire en ligne).Notice explicative, p. 1-110